# Teorema das raízes racionais
Em álgebra, o teorema das raízes racionais (ou teste das raízes racionais, teorema dos zeros racionais, teste dos zeros racionais ou teorema p/q) estabelece uma condição sobre as soluções racionais de uma equação polinomial
{\displaystyle a_{n}x^{n}+a_{n-1}x^{n-1}+\cdots +a_{0}=0}
com coeficientes inteiros. As soluções da equação são as raízes (equivalentemente, os zeros) do polinômio do lado esquerdo da equação.
O teorema estabelece que se a0 e an são diferentes de zero, então, cada solução racional x, quando escrita como uma fração irredutível x = p/q (isto é, em que o máximo divisor comum de p e q é 1), satisfaz
- p é um fator inteiro do termo constante a0, e
- q é um fator inteiro do coeficiente líder an.

O teorema das raízes racionais é um caso especial (para um único fator linear) do lema de Gauss sobre a fatoração de polinômios. O teorema das raízes inteiras é um caso especial do teorema das raízes racionais se o coeficiente líder an = 1.

## Aplicação
O teorema é usado para determinar se um polinômio tem alguma raiz racional e, em caso afirmativo, encontrá-las. Uma vez que o teorema impõe que o numerador e o denominador de raízes racionais irredutíveis sejam divisores de certos números, todas as combinações possíveis de divisores podem ser verificadas e as raízes racionais serão encontradas, ou será determinado que não existem raízes racionais. Se uma ou mais forem encontradas, elas podem ser fatoradas do polinômio, resultando em um polinômio de menor grau cujas raízes também são raízes do polinômio original.

### Equação cúbica
A equação cúbica geral
{\displaystyle ax^{3}+bx^{2}+cx+d=0}
com coeficientes inteiros tem três soluções no plano complexo. Se for concluído por meio do teste das raízes racionais que não existem soluções racionais, então a única forma de expressar as soluções algebricamente é usando raízes cúbicas. Mas se o teste encontra três soluções racionais então as raízes cúbicas são evitadas. E se existir exatamente uma solução racional r então (x – r) pode ser fatorado do polinômio cúbico usando a divisão longa de polinômios, deixando um polinômio quadrático cujas duas raízes são as outras duas raízes da equação cúbica; e estas podem ser encontradas usando a equação quadrática, novamente, evitando o uso de raízes cúbicas.

## Demonstrações

### Primeira demonstração
Seja
{\displaystyle P(x)=a_{n}x^{n}+a_{n-1}x^{n-1}+\cdots +a_{1}x+a_{0},\qquad a_{0},\ldots a_{n}\in \mathbf {Z} .}
Suponha que {\displaystyle P(p/q)=0} para certos números primos entre si {\displaystyle p,q\in \mathbb {Z} }:
{\displaystyle P\left({\tfrac {p}{q}}\right)=a_{n}\left({\tfrac {p}{q}}\right)^{n}+a_{n-1}\left({\tfrac {p}{q}}\right)^{n-1}+\cdots +a_{1}\left({\tfrac {p}{q}}\right)+a_{0}=0.}
Se ambos os membros forem multiplicados por  {\displaystyle q^{n}}, o termo constante for movido para o lado direito, e for colocado em evidência um fator {\displaystyle p} do lado esquerdo, obtém-se
{\displaystyle \qquad p(a_{n}p^{n-1}+a_{n-1}qp^{n-2}+\cdots +a_{1}q^{n-1})=-a_{0}q^{n}.}
Observa-se que {\displaystyle p} divide {\displaystyle a_{0}q^{n}}. Mas {\displaystyle p} e {\displaystyle q} são primos entre si e portanto {\displaystyle p} e {\displaystyle q^{n}} também são, então pelo lema de Euclides (em sua forma generalizada) ele deve dividir o fator restante {\displaystyle a_{0}} do produto.
Se em vez disso o termo líder for movido para a direita e for colocado em evidência um fator q no lado esquerdo, obtém-se
{\displaystyle q\left(a_{n-1}p^{n-1}+a_{n-2}qp^{n-2}+\cdots +a_{0}q^{n-1}\right)=-a_{n}p^{n}.}
E por razões semelhantes, pode-se concluir que q divide an.

### Demonstração usando o lema de Gauss
No caso de existir um fator não-trivial dividindo todos os coeficientes do polinômio, pode-se dividi-lo pelo maior divisor comum dos coeficientes, de modo a obter um polinômio primitivo no sentido do lema de Gauss; isto não altera o conjunto das raízes racionais e só reforça as condições de divisibilidade. Aquele lema diz que se o polinômio é fatorável em Q[X] então ele também é fatorável em Z[X] como um produto de polinômios primitivos. Agora, qualquer raiz racional p/q corresponde a um fator de grau 1 em Q[X] do polinômio, e o seu representante primitivo é qx − p, supondo que p e q são primos entre si. Mas qualquer múltiplo de qx − p em Z[X] tem o termo líder divisível por q e o termo constante divisível por p, o que comprova a afirmação. Este argumento mostra que, mais geralmente, pode ser suposto que qualquer fator irredutível de P tem coeficientes inteiros, e os coeficientes líder e constante dividindo os coeficientes correspondentes de P.

## Exemplos

### Primeiro
No polinômio
{\displaystyle 2x^{3}+x-1,}
qualquer raiz racional totalmente reduzida deveria ter um numerador que divide exatamente em 1 e um denominador que divide exatamente em 2. Assim, as únicas raízes racionais possíveis são ±1/2 e ±1; como nenhuma destas quantidade anula o polinômio, ele não possui raízes racionais.

### Segundo
No polinômio
{\displaystyle x^{3}-7x+6}
as únicas raízes racionais possíveis deveriam ter um numerador que divide 6 e um denominador que divide 1, limitando as possibilidades a ±1, ±2, ±3, ±6. Destes, 1, 2 e -3 anulam o polinômio e, portanto, são suas raízes racionais. (Na verdade, essas são as suas únicas raízes pois uma equação cúbica tem apenas três raízes; em geral, um polinômio poderia ter algumas raízes racionais e algumas irracionais.)

### Terceira
Todas as raízes racionais do polinômio
{\displaystyle 3x^{3}-5x^{2}+5x-2}
devem estar entre os números indicados simbolicamente por
{\displaystyle \pm {\frac {1,2}{1,3}}\,,}
o que resulta em uma lista com as 8 possíveis respostas:
{\displaystyle \pm \left\{1,2,{\frac {1}{3}},{\frac {2}{3}}\right\}.}
Estes candidatos a raiz podem ser testados utilizando-se o método de Horner (por exemplo). Neste caso em particular há exatamente uma raiz racional. Se um candidato a raiz não anula o polinômio, ele pode ser usado para reduzir a lista de candidatos remanescentes.Por exemplo, x = 1 não funciona, já que neste caso o valor do polinômio é igual a 1. Isto significa que a substituição x = 1 + t produz um polinômio em t com termo constante 1, enquanto que o coeficiente de t3 continua a ser o mesmo que o coeficiente de x3. A aplicação do teorema das raízes racionais produz então as seguintes possibilidades para as raízes em t:
{\displaystyle t=\pm {\frac {1}{1,3}}.}
Portanto,
{\displaystyle x=1+t=2,0,{\frac {4}{3}},{\frac {2}{3}}.}
Candidatos a raiz que não ocorrem em ambas as listas são descartados. A lista de candidatos a raízes racionais fica então reduzida a apenas x = 2 e x = 2/3.
Se k raízes racionais são encontradas (k ≥ 1), o método de Horner também produzirá um polinômio de grau n − k cujas raízes, juntamente com as raízes racionais, são exatamente as raízes do polinômio original. Também pode ocorrer de nenhum dos candidatos ser uma solução; neste caso, a equação que iguala o polinômio a 0 não tem solução racional. Se a equação não possui um termo constante a0, então 0 é uma das soluções racionais da equação.